# 리 준 리
리 준 리(영어: Li Jun Li, 1983년 11월 6일 ~ )는 미국의 배우이다.

## 영화
- 차이니즈 퍼즐
- 송 원
- 알파치노의 은밀한 관계
- 어바웃 리키
- 바빌론 (영화)
- 씨너스: 죄인들 - 그레이스 차우 역

## 텔레비전
- 블루 블러드 (드라마)
- 바디 오브 프루프
- 원 라이프 투 리브
- 대미지 (드라마)
- 스매쉬 (드라마)
- 팔로잉
- 언포게터블 (드라마)
- 시카고 PD
- 시카고 파이어 (드라마)
- 콴티코
- 블라인드스팟
- 엑소시스트 (드라마)
- 와이 우먼 킬
- 이블 (드라마)